# هنكائي (غوغر)
هنكائي (بالفارسية: هنکائی) هي قرية تقع في إيران في قسم غوغر الريفي. يقدر عدد سكانها بـ 96 نسمة .